# Embden (Dakota del Norte)
Embden es un lugar designado por el censo ubicado en el condado de Cass en el estado estadounidense de Dakota del Norte. En el censo de 2010 tenía una población de 59 habitantes y una densidad poblacional de 31,73 personas por km².

## Geografía
Embden se encuentra ubicado en las coordenadas 46°48′18″N 97°26′22″O / 46.80500, -97.43944. Según la Oficina del Censo de los Estados Unidos, Embden tiene una superficie total de 1.86 km², de la cual 1.86 km² corresponden a tierra firme y (0%) 0 km² es agua.

## Demografía
Según el censo de 2010, había 59 personas residiendo en Embden. La densidad de población era de 31,73 hab./km². De los 59 habitantes, Embden estaba compuesto por el 100% blancos, el 0% eran afroamericanos, el 0% eran amerindios, el 0% eran asiáticos, el 0% eran isleños del Pacífico, el 0% eran de otras razas y el 0% pertenecían a dos o más razas. Del total de la población el 0% eran hispanos o latinos de cualquier raza.